# Vajna Terézia
Pávai Vajna Terézia, szotyori Nagy Tamásné (Zágon, 1805 – Szotyor, 1884. január) az 1848–49-es forradalom és szabadságharc egyik hősnője.

## Élete
A székelyek őrangyalának és védasszonyának is nevezett hölgy 1805-ben a háromszéki Zágonban született a nemesi pávai Vajna családban.
Férje a régi székely nemesi szotyori Nagy családból való szotyori Nagy Tamás (1776–1839) ügyvéd, táblabíró, földbirtokos. Vajna Terézia 1839-ben két fiával özvegyen maradt. Nagyobbik fia, szotyori Nagy János (1832–1909), édesanyja ösztönzésére állt be a honvédnek. Az anya hősiességével, bátorságával az orosz cári beavatkozó csapatok betörésekor tűnt fel. Házának pincéjében bújtatta és élelmezte az üldözött negyvennyolcasokat. A hírhedt Kovács kapitány elfogatta, és 1853-ban Nagyszebenben bebörtönöztette. Másfél évi fogság után betegen szabadult ki.

## Emlékezete
- Sírjánál hosszú időn át csak a leszármazottai koszorúzhattak, a romániai rendszerváltás után nyughelyénél, a szotyori Nagy-kriptánál évente megemlékeznek róla.
- Szotyorban a bezárt elemi iskola helyett a helybeli óvoda vette fel a nevét, az egykori Gidófalvi-udvarházon emléktáblát kapott.
- A kisborosnyói Nyíres Lokálpatrióta Kör emlékművet állított az ottani székely–magyar emlékparkban az édesanyáknak, jeles magyar nagyasszonyoknak. Ezen ott szerepel az ő neve is. Emlékét a Nagy család leszármazottai, Nagy Simon és testvéröccse, Nagy Tamás, azok gyermekei és családjuk őrzik.